# بالرسدورف
بالرسدورف (به فرانسوی: Ballersdorf) یک کمون در فرانسه است که در Canton of Altkirch واقع شده‌است.

## خصوصیات
بالرسدورف ۱۰٫۷۲ کیلومترمربع مساحت و ۸۵۶ نفر جمعیت دارد و ۳۰۳ متر بالاتر از سطح دریا واقع شده‌است.